# Telophorus zeylonus
El bubú silbón (Telophorus zeylonus) es una especie de ave paseriforme de la familia Malaconotidae propia de África austral. Esta familia de paseriformes se encuentra estrechamente relacionada con las aves de la familia Laniidae, y antiguamente estaba incluida en dicho grupo.
Existen cuatro subespecies, diferenciándose por su color y tamaño. Si bien la especie no se encuentra amenazada como tal, la población de la subespecie oscura restrictus en las montañas Chimanimani solo comprende 400 aves.

## Descripción
El ejemplar adulto mide unos 22 cm de largo, sus partes inferiores son verde-oliva y su cola negra posee un conspicuo extremo amarillo brillante. La cabeza es gris son un supercilium amarillo, y su fuerte pico posee una mandíbula superior en forma de gancho. Las partes inferiores son de color amarillo brillante con un ancho collar negro entre la garganta y el pecho, que continúa a los lados del cuello por los ojos hasta el pico. Las patas son axulgrisáceo. Ambos sexos son similares, pero los juveniles poseen sus partes inferiores de color gris-verdoso, y no poseen el gorget negro.

## Distribución y hábitat
La especie es endémica del sur de África, principalmente Sudáfrica y Namibia, con una población aislada en las montañas al este de Zimbabue y oeste de Mozambique.
La especie habita en zonas abiertas, incluidos matorrales del karoo, fynbos y parques y jardines de zonas urbanas.

## Ecología
Construye su gran nido en forma de cuenco en un matorral o árbol. La puesta consiste por lo general de 3 huevos, color rojo-pardo o azulverdoso con pintas lilas; los huevos son incubados por ambos sexos durante unos 16 días antes de que los pichones rompan el  cascarón, siendo necesario otros 18 días para que desarrollen sus plumas.
El bubú silbón realiza una serie de silbidos fuertes, a menudo en dúo, pero el más característico es el que da su nombre autóctono a la especie,  bok-bok-mak-kik.
Su dieta consiste de insectos, pequeñas lagartijas, serpientes, aves pequeñas y ranas. Es depredado por serpientes, mangostas, y bubús grandes tales como el Lanius humeralis y el Laniarius ferrugineus.